# Alaxtitla Morenotlán
Alaxtitla Morenotlán är en ort i Mexiko.   Den ligger i kommunen Chicontepec och delstaten Veracruz, i den sydöstra delen av landet, 200 km nordost om huvudstaden Mexico City. Alaxtitla Morenotlán ligger 127 meter över havet och antalet invånare är 285.
Terrängen runt Alaxtitla Morenotlán är platt åt nordost, men åt sydväst är den kuperad. Runt Alaxtitla Morenotlán är det ganska tätbefolkat, med 86 invånare per kvadratkilometer. Närmaste större samhälle är Chicontepec de Tejada, 5,5 km sydväst om Alaxtitla Morenotlán. Omgivningarna runt Alaxtitla Morenotlán är en mosaik av jordbruksmark och naturlig växtlighet.